# Jardim Chapadão
Jardim Chapadão est un quartier du nord de la ville de Campinas, dans l'État de São Paulo, au Brésil.